# Walter Scott (1er comte de Buccleuch)
Pour les articles homonymes, voir Scott et Walter Scott (homonymie).
Walter Scott (avant 1606 – 20 novembre 1633), 1er comte de Buccleuch, est un aristocrate écossais.
Fils de Walter Scott, premier Lord Scott de Buccleuch et de Mary Kerr, il se marie avec Lady Mary Hay, fille de Francis Hay, neuvième comte d'Erroll et d'Elizabeth Douglas, vers le 15 octobre 1616, avec une dot de 20 000 merks écossais. Il succède à son père comme Lord Scott de Buccleuch le 15 décembre 1611 et est fait comte de Buccleuch, avec le titre subsidiaire de baron Scott de Whitchester et d'Eskdaill le 16 mai 1619.
Il est commandant d'un régiment au service de la Hollande en 1627 contre les Espagnols. Il meurt le 20 novembre 1633 à Londres, mais il n'est pas enterré à Hawick avant le 11 juin 1634, le bateau transportant son corps ayant été dévié vers la Norvège par une tempête.